# Rio Imaruí
O rio Imaruí (também chamado Imaruim e Maruim) é um curso de água do estado de Santa Catarina, no Brasil.

## Topônimo
"Imaruí" é um termo originário da língua tupi e significa "água de mosca", através da junção dos termos mberu ("mosca") e  'y  ("água").

## Descrição
O rio Imaruí nasce a 750 metros de altitude. Após percorrer o município de São Pedro de Alcântara, banha, em seu trecho final, os municípios de Palhoça e São José, servindo de limite entre eles, indo desaguar na baía Sul, entre o continente e a ilha de Santa Catarina, oceano Atlântico.
A Usina do Maruim foi inaugurada em 1910, alimentando, com energia elétrica, o primeiro sistema de iluminação pública da capital do estado de Santa Catarina, Florianópolis.
Próximo à sua foz, há a ruína da antiga Ponte do Imaruí, que dá nome a este bairro do município de Palhoça. Esta ponte foi, durante muito tempo, a via de ligação com o sul do estado e com o estado do Rio Grande do Sul pelo litoral.
Em 1997, o rio estava enquadrado na classe três (rio poluído).[carece de fontes?]

### História
O rio Imaruim foi importante historicamente por ter sido a via que levou à primeira ligação entre a vila de Nossa Senhora de Desterro (atual Florianópolis) e o planalto. Em 11 de janeiro de 1787, o alferes Antônio José da Costa, à frente de 24 homens e sete bestas de carga, seguiu serra acima, seguindo inicialmente pela margem do rio Maruim (então chamado Maruhi), chegando a Lages no dia 9 de agosto do mesmo ano, após percorrer dezessete léguas e meia. Após algum tempo o alferes voltou pelo mesmo caminho. Numa segunda viagem, Antônio José da Costa subiu pelo caminho aberto e voltou por Laguna.
Em sua margem esquerda, em 1829, foi criada o primeiro núcleo de colonização de origem alemã no estado, com 625 colonos, que deu origem ao município de São Pedro de Alcântara.